# Cryptochelys leucostoma
La tortuga de pantano de labios blancos (Kinosternon leucostomum) es una especie de tortuga de la familia Kinosternidae de México, América Central y el noroeste de América del Sur.
En 2013 los investigadores John B. Iverson, Minh Le y Colleen Ingram publicaron un estudio en el que, basados en datos moleculares, proponían que las especies Kinosternon acutum, K. angustipons, K. creaseri, K. dunni, K. herrerai y K. leucostomum formaban un linaje separado de otras especies de Kinosternon, proponiendo un nuevo género denominado "Cryptochelys". Sin embargo, los investigadores Phillip Q. Spinks, Robert C. Thomson, Müge Gidiş y H. Bradley Shaffera publicaron otro estudio al año siguiente, en este donde se apoya la clasificación tradicional de la familia Kinosternidae y atribuyen los errores del anterior a la falta de más caracteres moleculares y morfológicos.

## Subespecies
Esta especie tiene dos subespecies:
- Subespecie del norte: K. l. leucostomum (Duméril & Bibron, 1851).
- Subespecie del sur: K. l. postinguinale (Cope, 1887).